# Wangan Midnight Maximum Tune
Wangan Midnight Maximum Tune é um jogo de corrida para arcades baseado no mangá homônimo, lançado pela Namco.

## Jogabilidade
A jogabilidade se baseia em dois modos: Story mode, onde o jogador deverá correr com o objetivo de conseguir peças para modificar o carro; e Time Attack, onde o jogador deve correr contra o tempo. O jogador tem à sua disposição vários carros de marcas japonesas, e ele correrá em pistas existentes no Japão. E o jogador poderá optar em adquirir um cartão magnético, onde ele poderá salvar seus dados no jogo.

## Cartão magnético
O jogo utiliza um sistema de cartão magnético, onde o jogador salva seus dados obtidos. A cada 60 jogadas o jogador deverá renovar o cartão, pois o mesmo não poderá ser utilizado. Os principais dados salvos são:
.Progresso no Story Mode
.Recordes no Time Attack
.Numero de vitórias no Versus Mode
.Performance do motor
.Títulos conquistados
.Quilometragem